# Oreste Badellino
Oreste Badellino (Santa Vittoria d'Alba, 1896 – Torino, 1975) è stato un latinista e lessicografo italiano ricordato soprattutto come autore di un noto vocabolario italiano-latino.

## Biografia
Latinista, insegnante al Liceo classico Massimo d'Azeglio di Torino, nel 1949 pubblicò un importante Dizionario Italiano-Latino, che nel 1961 fu abbinato dalla Casa Editrice Rosenberg e Sellier al famoso Dizionario Georges-Calonghi : Latino-Italiano, in cui il latinista genovese Ferruccio Calonghi tradusse e rielaborò, ampliandolo, il dizionario latino-tedesco di Karl Ernst Georges.
Uscì così un dizionario bilingue di latino, in due volumi (copertina nera):
- Dizionario latino-italiano, curato da Calonghi,
- Dizionario italiano-latino, curato da Badellino.

Il dizionario di Calonghi e Badellino è stato ristampato fino ad oltre gli anni duemila, e, come per il Vocabolario greco-italiano di Lorenzo Rocci, nel mondo scolastico ed universitario è ancora ritenuto il più autorevole ed accurato dizionario italiano della lingua latina.
Nel 1966 Badellino curò anche un'edizione minore :   Calonghi-Badellino: Dizionario della lingua latina: Latino-italiano; italiano-latino. Ed.minore, per le scuole medie ed il ginnasio.
| Controllo di autorità | VIAF (EN) 88829444 · ISNI (EN) 0000 0000 6170 3720 · SBN LO1V034166 · BAV 495/124214 · CONOR.SI (SL) 97337955 |